# Halo Studios
Halo Studios (ранее 343 Industries) — американская компания, занимающаяся разработкой компьютерных игр из серии Halo с 2007 года. Её офис расположен в городе Редмонд, штат Вашингтон. Компания была основана Microsoft Studios в 2007 году после того, как Bungie Studios — разработчик предыдущих игр серии — стала независимой, хотя и продолжала партнёрство с Microsoft. На протяжении многих лет компания носила название 343 Industries в честь 343 Виновной Искры, одного из персонажей серии Halo. В 2024 году студия сменила название на Halo Studios.

## История
343 Industries была основана в 2007 году. На протяжении предыдущих лет разработкой игр серии Halo занималась компания Bungie Studios, но в 2007 году после выхода Halo 3 она откололась от Microsoft Studios, став независимой частной компанией. Microsoft Studios сохранила за собой права на медиафраншизу Halo и создала для её поддержки новую студию в Редмонде, штат Вашингтон. 343 Industries быстро сформировала новый штат разработчиков — студия наняла часть бывших сотрудников Bungie и также ряд новых. 343 Industries получила своё название в честь персонажа 343 Виновная Искра из серии Halo. Новую студию возглавила Бонни Росс, ранее генеральный менеджер Microsoft Game Studios. Другой значимой фигурой в коллективе 343 Industries стал продюсер Райан Пейтон, перешедший из Kojima Productions. В 2008 году из Bungie в 343 Industries перешёл сценарист Фрэнк О'Коннор, и раньше бывший в глазах публики «лицом» серии Halo. Он стал в 343 Industries единственным членом «старой гвардии» — ключевых разработчиков Bungie, работавших над серией с первых лет. 
Хотя Bungie в 2007 году и откололась от Microsoft, она до 2010 года продолжала разрабатывать игры серии Halo: последней игрой серии от Bungie стала Halo: Reach. 343 Industries поначалу выпускала побочные продукты как сопровождение для основных игр серии. В июле 2009 года стало известно, что 343 Industries работает над аниме во вселенной Halo под названием «Легенды Хало». Позже, в том же году, студия создала Halo: Waypoint — загружаемое мобильное приложение, которое позволяет отслеживать достижения пользователя в Halo. В 2010 году 343 Industries наняла 20 сотрудников из расформированной студии Pandemic Studios.
После завершения разработки дополнительного контента для Reach в сотрудничестве с Certain Affinity студия 343 Industries официально стала новым разработчиком основных игр серии. Она разработала Halo: Combat Evolved Anniversary — улучшенную версию Halo: Combat Evolved самой первой игры серии. Этот ремейк был выпущен 15 ноября 2011 года к 10-летнему юбилею серии Halo. Первой самостоятельной игрой студии стала Halo 4, разработка которой была завершена раньше ожидаемого. Эта игра была выпущена 6 ноября 2012 года — планировалось, что она станет первой частью новой трилогии, «Саги о Восстановителе» (англ. Reclaimer Saga. Следующая разработанная 343 Industries игра серии, Halo 5: Guardians, была выпущена в 2015 году. Эта игра была особенно важна в связи с выходом Xbox One и должна была обеспечивать продажи этой консоли как особо ценная и желанная для игроков. Microsoft и 343 Industries договорились с Mega Bloks о производстве новой линейки игрушек и прочей продукции, связанных с новой сагой. В 2021 году была выпущена следующая основная игра серии под названием Halo Infinite.
В октябре 2024 года 343 Industries объявила о переименовании студии в Halo Studios и переходе на движок Unreal Engine 5 для разработки будущих проектов. При этом студия отказалась от собственного движка Slipspace Engine.

## Игры студии
| Год  | Название                          | Платформа(-ы)                                        | Примечание                                                                                  |
| ---- | --------------------------------- | ---------------------------------------------------- | ------------------------------------------------------------------------------------------- |
| 2011 | Halo: Combat Evolved Anniversary  | Xbox 360, Xbox One, PC (Windows)                     | В сотрудничестве с Saber Interactive и Certain Affinity.                                    |
| 2012 | Halo 4                            | Xbox 360, Xbox One, PC (Windows)                     |                                                                                             |
| 2013 | Halo: Spartan Assault             | PC (Windows), Windows Phone, iOS, Xbox 360, Xbox One | В сотрудничестве с Vanguard Games.                                                          |
| 2014 | Halo: The Master Chief Collection | Xbox One, PC (Windows)                               | В сотрудничестве с Saber Interactive, Certain Affinity, Ruffian Games и United Front Games. |
| 2015 | Halo: Spartan Strike              | PC (Windows), Windows Phone, iOS                     | В сотрудничестве с Vanguard Games.                                                          |
| 2015 | Halo 5: Guardians                 | Xbox One                                             |                                                                                             |
| 2017 | Halo Wars 2                       | Xbox One, PC (Windows)                               | В сотрудничестве с Creative Assembly.                                                       |
| 2021 | Halo Infinite                     | Xbox Series X, Xbox One, PC (Windows)                |                                                                                             |

## Примечание
1. 1 2  Smith, Edward. Studio Profile: 343 Industries (англ.) // Edge. — Future plc, 2016. — No. 300. — P. 94–97.
2. 1 2  Milian, Mark (11 мая 2011). Halo' and creators move on after divorce. CNN. Архивировано 8 января 2014. Дата обращения: 5 января 2013.
3. ↑  Romano, Benjamin (6 октября 2007). Microsoft, "Halo" maker Bungie split. The Seattle Times. Архивировано 18 октября 2012. Дата обращения: 6 января 2013.
4. ↑  Thorsen, Tor (20 июля 2009). Microsoft names internal Halo label?. Архивировано из оригинала 3 октября 2013. Дата обращения: 6 января 2013.
5. ↑  Vore, Bryan. Taking Over 'Halo' (англ.) // Game Informer. — 2011. — November (vol. 11, no. 223). — P. 28—33. — ISSN 1067-6392.
6. 1 2  Haske, Steve. The Complete, Untold History of Halo (амер. англ.). VICE (30 мая 2017). Дата обращения: 22 июня 2025.
7. ↑  Arendt, Susan. Frank O'Connor Leaves Bungie for Microsoft (амер. англ.). Wired. Дата обращения: 22 июня 2025.
8. ↑  Halo: Reach Will Be Bungie's Last Halo Game. IGN. Дата обращения: 19 марта 2011. Архивировано 6 ноября 2012 года.
9. ↑  Norris, Erik (23 июля 2009). Halo Anime In The Works. Архивировано из оригинала 17 июня 2013. Дата обращения: 5 января 2013.
10. ↑  McWhertor, Michael. Comic-Con 09. kotaku.com. Дата обращения: 6 декабря 2011. Архивировано 26 июля 2009 года.
11. ↑  Microsoft hires ex-Pandemic members for new Halo game. gamer.blorge.com (21 ноября 2010). Дата обращения: 2 июня 2011. Архивировано 8 июля 2011 года.
12. ↑  Mallory, Jordan. What went wrong with Halo 4's Prometheans. Engadget. AOL (29 марта 2013). Дата обращения: 6 декабря 2017. Архивировано 2 апреля 2013 года.
13. ↑  Reclaimer Saga. IGN. Дата обращения: 24 августа 2013. Архивировано 23 июня 2013 года.
14. ↑  Halo 5 Guardians: Master Chief is back on Xbox One (англ.). Red Bull (27 июля 2016). Дата обращения: 22 июня 2025.
15. ↑  Mega Brands and Microsoft Game Studios Renew Global Licensing Partnership. Electronics Business Journal. Июнь 2011. Архивировано из оригинала 16 октября 2014. Дата обращения: 9 июня 2013.
16. ↑  Machkovech, Sam. Review: Halo Infinite’s campaign finishes the fight—but arrives in tatters (англ.). Ars Technica (6 декабря 2021). Дата обращения: 22 июня 2025.
17. ↑  Ентус, Никита. 343 Industries теперь называется Halo Studios — следующие части серии создают на Unreal Engine 5 — Индустрия на DTF (англ.). DTF (7 октября 2024). Дата обращения: 7 октября 2024. Архивировано 7 октября 2024 года.